# Aulonocara baenschi
Az Aulonocara baenschi a sugarasúszójú halak (Actinopterygii) osztályának sügéralakúak (Perciformes) rendjébe, ezen belül a bölcsőszájúhal-félék (Cichlidae) családjába tartozó faj.

## Előfordulása
Az Aulonocara baenschi a Nyasza-tó egyik endemikus hala. Ez a bölcsőszájúhal megtalálható Chipoka, a Maleri-szigetek, Nkhomo és Usisya közelében.

## Megjelenése
Ez a halfaj legfeljebb 13 centiméteresre nő meg.

## Életmódja
Trópusi halfaj, amely édesvízben él. A 22-26 Celsius-fokos vízhőmérsékletet és a 7,2-8,2 pH értékű vizet kedveli. A tó nyíltabb és mélyebb, főleg a kavicsos és homokos fenekű részeit részesíti előnyben. A mederfenék gerincteleneivel táplálkozik.

## Szaporodása
A nőstény a szájában költi és neveli fel utódait.

## Felhasználása
Közkedvelt akváriumi hal, emiatt ipari mértékben halásszák és tenyésztik is.